# Stadsbyggarspel
Stadsbyggarspel är en datorspelsgenre, och en undergenre till simulationsdatorspelen. De går ut på att spelaren styr och leder en stad som invånare bor i. Normalt sett ser man staden uppifrån, och genomför därifrån olika beslut om till exempel vad som ska byggas eller hur höga skatter invånarna ska betala.

## Framstående drag
- Spelmålet håller fokus på byggnader, en stark ekonomi och en hög levnadsstandard.
- Städerna växer även efter det att spelmålen är uppnådda.
- Spelare kan bara påverka vissa invånaraktiviteter.

Några vanliga invånarbehov att tillgodose är mat, vatten, husrum, arbete, hälsa, säkerhet, underhållning, religion och välfärd. Beroende på vilken skala spelet utspelar sig i kan vissa behov vara utom spelarens kontroll.

## Populära stadsbyggarspel
- SimCity
- SimCity 2000
- SimCity 3000
- SimCity 4
- SimCity Societies
- Anno 1503
- Anno 1602
- Anno 1701
- Anno 1701: Dawn of Discovery
- Anno 1404
- Anno 2070
- Utopia, 1982 (Intellivision)
- Tropico (2001), Tropico: Paradise Island (expansionspaket)
- Tropico 2: Pirate Cove
- Tropico 3
- Tropico 4
- Caesar
- Caesar II
- Caesar III
- Farao
- Cleopatra
- Olympens härskare
- Poseidon
- Emperor: Rise of the Middle Kingdom
- Children of the Nile
- Civilization (sedermera även Freeciv och C-evo)
- Cities: Skylines

Hybrider:
- Stronghold, hybrid med realtidsstrategiinslag
- ActRaiser, hybrid med sidscrollande plattformsspel